# Rotsee
Rotsee je přírodní jezero nacházející se v blízkosti města Lucern ve stejnojmenném švýcarském kantonu. Oblast jezera je rekreačním centrem, na březích je přírodní rezervace. Voda z jezera je odváděna říčkou Ron, která se později vlává do Reussu. V blízkosti severního břehu jezera vede železnice Zug – Lucern.

## Využití
Jezero je velmi vhodné pro pořádání veslařských regat. S délkou 2,5 km a rovným tvarem jezero vytváří přirodní veslařský kanál – veslařské závody na mezinárodní scéně se obvykle konají na trati o délce 2000 m. Jezero je okolními kopci chráněno před větrem, průtok a tedy i proudění jsou minimální. Jezero tak poskytuje ideální podmínky pro veslování, proto mezi veslaři získalo přezdívku „Göttersee“ (Božské jezero).
Veslařské závody jsou na jezeře pořádány již od roku 1933. Každoročně se na jezeře koná mezinárodní veslařská regata Ruderwelt Luzern (též Rotsee-Regatta), která je jedním ze tří podniků Světového poháru ve veslování. Již čtyřikrát se zde konalo Mistrovství světa ve veslování – v letech 1962 (historicky první mistrovství světa), 1974, 1982 a 2001.

## Seegfrörni

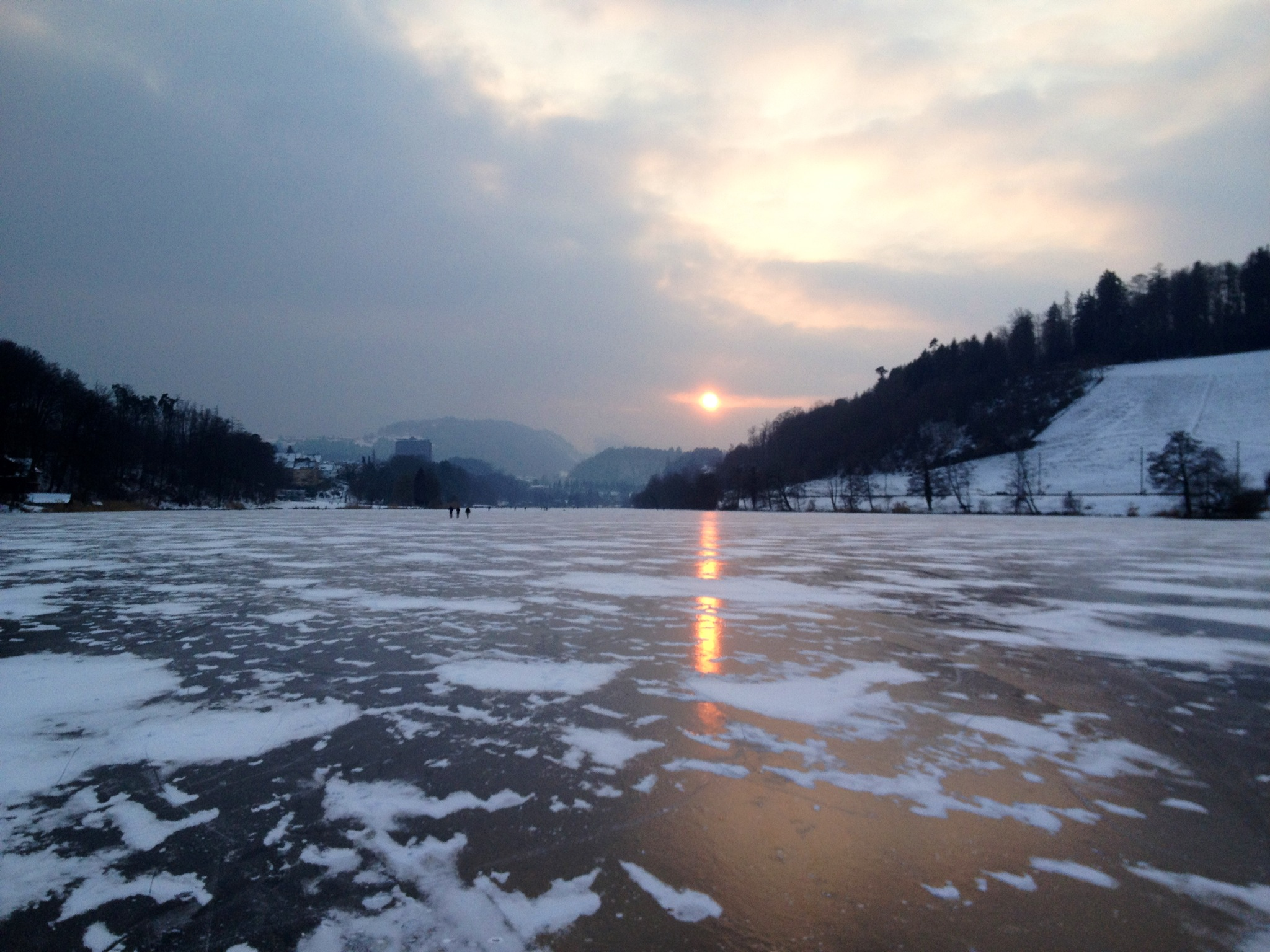
Zamrzlé jezero v únoru 2012

Seegfrörni je výraz, kterým se ve Švýcarsku označuje kompletně zamrzlé jezero, tak, že jej lze bezpečně přejít a úřady mohou povolit volný pohyb po celém jezeře. Na Rotsee k tomuto jevu došlo naposledy v roce 1986 a v únoru 2012.